# Monte Mutria
Il monte Mutria è una cima del massiccio del Matese. Si trova al confine tra Molise e Campania.

## Descrizione
Il monte Mutria segna il confine di due regioni (Campania e Molise), tre province (Caserta, Benevento e Campobasso) e cinque comuni (Piedimonte Matese, Cusano Mutri, Pietraroja, Guardiaregia e Sepino).
Esso si presenta con una lunga cresta terminale sull'asse est-ovest, lunga circa 5 km, costituita da sette groppe di natura calcarea che appaiono nude e con rocce affioranti. Fra una groppa e l'altra sono presenti ampie radure e prati, adibiti al pascolo di ovini ed equini nei mesi estivi. Più in basso sono presenti ampie faggete che diventano sempre più fitte mano a mano che si scenda di quota.
Dalla vetta si dominano le valli del Tammaro ad est, del Calore Irpino a sud, del Volturno ad ovest.
Nei pressi della vetta principale, lungo il versante che guarda Cusano Mutri e Pietraroja, è stata realizzata una cappella dedicata a Sant'Antonio di Padova che ogni anno è meta di un pellegrinaggio.
Vi si trovano anche diverse grotte interessanti e ancora poco esplorate.
Dalla cima si scorgono sia il mar Tirreno, che il mar Adriatico.

### Monte Mutria e i Sanniti
Veniva considerato un luogo sacro dagli antichi abitanti Sanniti. A poca distanza dalle falde del versante molisano era sita Saepinum.

## Ambiente

### Flora e fauna
A livello arbustivo ed erbaceo, si possono trovare: mirtilli, fragole, belladonna, anemoni e papaveri. A livello arboreo, vi sono pinete e faggeti. Sul monte crescono inoltre i tartufi e altri generi di funghi.
A livello faunistico è stata segnalata la presenza di lepri, volpi, ricci, cinghiali, fagiani, tassi e lupi, capriolo e cervo. Tra gli animali notturni si annoverano: gufi, civette, barbagianni e pipistrelli. Il Monte Mutria è un'oasi di protezione faunistica.

## Percorsi escursionistici
Due sono i principali sentieri che permettono di raggiungere la vetta del Monte Mutria. Il primo, più agevole ma anche più lungo rispetto al secondo, parte dal centro di Bocca della Selva. Dopo un non troppo lungo percorso asfaltato inizia il vero e proprio sentiero che attraversa faggete e radure sino a raggiungere la vetta. Il secondo percorso, più ripido e difficoltoso del precedente, parte dalla pendici di Monte Palombaro. Il Palombaro, contrafforte est del Mutria, nel suo punto più alto (1.552 m) è collegato con la cresta del Mutria e conduce fino alla vicina vetta principale.